# FK Jablonec
FK Jablonec ([ˈjablonɛts]) là một câu lạc bộ bóng đá chuyên nghiệp của Séc có trụ sở đặt tại thị trấn Jablonec nad Nisou. Câu lạc bộ hiện đang chơi tại hạng đấu bóng đá cao nhất của Séc, Czech First League kể từ năm 1994.

## Lịch sử hoạt động
Jablonec chơi mùa giải đầu tiên tại Giải bóng đá vô địch quốc gia Tiệp Khắc 1974–75, họ vẫn nằm trong hạng đấu cao nhất của Tiệp Khắc cho đến khi bị xuống hạng vào năm 1976. Câu lạc bộ đã giành chức vô địch Czech 2. Liga 1993–94 và trở thành lại giải đấu cao nhất nay thuộc về Cộng hòa Séc vào năm 1994. Jablonec cán đích ở vị trí thứ 3 ở Giải bóng đá vô địch quốc gia Séc 1996–97 - vị trí xếp hạng tốt nhất mà họ có được lúc bấy giờ. Do đó câu lạc bộ đã giành quyền dự cúp châu Âu theo hình thức Cúp UEFA 1997–98, thắng hai trận và hòa hai trận. Cùng mùa giải đó, câu lạc bộ vô địch Cúp bóng đá Séc, do đó lại chắc suất dự cúp châu Âu, lần này là ở giải UEFA Cup Winners' Cup 1998–99. Đội bóng đã tiến vào chung kết của Cúp bóng đá Séc 2006–07, qua đó giành quyền chơi tại đấu trường châu Âu thêm lần nữa khi mà đối thủ của họ trong trận chung kết và đội vô địch Sparta Prague giành quyền dự Champions League mùa giải đó. Vì vậy câu lạc bộ đã thi đấu ở vòng loại thứ hai của Cúp UEFA 2007–08.
Câu lạc bộ cán đích vị trí á quân - thứ hạng cao nhất mà họ có được tại Giải bóng đá vô địch quốc gia Séc 2009–10, chỉ kém một điểm so với đội vô địch là Sparta Prague và giành vé dự UEFA Europa League 2010–11. Mùa 2010–11 chứng kiến tiền đạo của Jablonec là David Lafata trở thành vua phá lưới của giải với 19 bàn thắng, giúp đội bóng giành hạng 3 chung cuộc và giành vé dự cúp châu Âu thêm một mùa giải nữa. Mùa 2011–12, Lafata thiết lập kỷ lục ghi bàn mới tại giải vô địch quốc gia Séc khi anh cán mốc 25 bàn chỉ trong một mùa giải lần nữa để trở thành vua phá lưới của giải, dù câu lạc bộ chỉ xếp hạng 8. Lafata tiếp tục ghi 13 bàn sau trận 16 cho Jablonec ở nửa mùa giải 2012–13 trước khi ký hợp đồng đầu quân cho Sparta Prague.

## Lịch sử tên gọi
- 1945 — ČSK Jablonec nad Nisou (Český sportovní klub Jablonec nad Nisou)
- 1948 — SK Jablonec nad Nisou (Sportovní klub Jablonec nad Nisou)
- 1955 — Sokol Preciosa Jablonec nad Nisou
- 1960 — TJ Jiskra Jablonec nad Nisou (Tělovýchovná jednota Jiskra Jablonec nad Nisou)
- 1963 — TJ LIAZ Jablonec nad Nisou (Tělovýchovná jednota Liberecké automobilové závody Jablonec nad Nisou)
- 1993 — TJ Sklobižu Jablonec nad Nisou (Tělovýchovná jednota Sklobižu Jablonec nad Nisou)
- 1994 — FK Jablonec nad Nisou (Fotbalový klub Jablonec nad Nisou, a.s.)
- 1998 — FK Jablonec 97 (Fotbalový klub Jablonec 97, a.s.)
- 2008 — FK Baumit Jablonec (Fotbalový klub BAUMIT Jablonec, a.s.)
- 2015 — FK Jablonec (Fotbalový Klub Jablonec, a.s.)

## Các cầu thủ

### Đội hình hiện tại
Tính đến 27 tháng 1 năm 2021.
Ghi chú: Quốc kỳ chỉ đội tuyển quốc gia được xác định rõ trong điều lệ tư cách FIFA. Các cầu thủ có thể giữ hơn một quốc tịch ngoài FIFA.
| Số | VT | Quốc gia     | Cầu thủ                                 |
| -- | -- | ------------ | --------------------------------------- |
| 1  | TM | Cộng hòa Séc | Jan Hanuš                               |
| 3  | TV | Cộng hòa Séc | Tomáš Hübschman                         |
| 5  | HV | Cộng hòa Séc | David Štěpánek                          |
| 7  | TV | Slovakia     | Jakub Považanec                         |
| 8  | TV | Cộng hòa Séc | Robert Hrubý (mượn từ Baník Ostrava)    |
| 9  | HV | Cộng hòa Séc | Michal Jeřábek                          |
| 10 | TV | Cộng hòa Séc | Miloš Kratochvíl                        |
| 11 | TV | Cộng hòa Séc | Václav Pilař                            |
| 12 | HV | Cộng hòa Séc | Jaroslav Zelený (mượn từ Slavia Prague) |
| 14 | TV | Cộng hòa Séc | Tomáš Smejkal                           |
| 15 | TĐ | Cộng hòa Séc | Martin Doležal                          |
| 16 | HV | Cộng hòa Séc | Jan Krob                                |

| Số | VT | Quốc gia     | Cầu thủ          |
| -- | -- | ------------ | ---------------- |
| 19 | TĐ | Cộng hòa Séc | Jan Chramosta    |
| 20 | HV | Cộng hòa Séc | Libor Holík      |
| 22 | HV | Cộng hòa Séc | Jakub Martinec   |
| 24 | TV | Cộng hòa Séc | Dominik Pleštil  |
| 25 | TV | Montenegro   | Vladimir Jovović |
| 26 | TĐ | Slovakia     | Ivan Schranz     |
| 27 | TV | Cộng hòa Séc | Vojtěch Kubista  |
| 28 | HV | Cộng hòa Séc | Patrik Haitl     |
| 30 | TM | Cộng hòa Séc | Vlastimil Hrubý  |
| 35 | TM | Cộng hòa Séc | Tomáš Vajner     |
| 39 | HV | Cộng hòa Séc | Jakub Podaný     |
| 95 | TV | Cộng hòa Séc | Michal Černák    |

### Cho mượn
Ghi chú: Quốc kỳ chỉ đội tuyển quốc gia được xác định rõ trong điều lệ tư cách FIFA. Các cầu thủ có thể giữ hơn một quốc tịch ngoài FIFA.
| Số | VT | Quốc gia     | Cầu thủ                                   |
| -- | -- | ------------ | ----------------------------------------- |
| —  | TV | Montenegro   | Zoran Petrović (tại FK Iskra Danilovgrad) |
| —  | TĐ | Latvia       | Dāvis Ikaunieks (tại FK Liepāja)          |
| —  | TV | Cộng hòa Séc | Jaroslav Peřina (tại FC Vysočina Jihlava) |
| —  | TĐ | Cộng hòa Séc | Tomáš Čvančara (tại SFC Opava)            |

| Số | VT | Quốc gia     | Cầu thủ                          |
| -- | -- | ------------ | -------------------------------- |
| —  | TĐ | Cộng hòa Séc | Oliver Velich (tại FK Varnsdorf) |
| —  | TĐ | Cộng hòa Séc | Dominik Breda (tại FK Varnsdorf) |
| —  | HV | Cộng hòa Séc | Matěj Kubista (tại FK Varnsdorf) |
| —  | TĐ | Cộng hòa Séc | Adam Richter (tại FK Varnsdorf)  |

## Kỷ lục cầu thủ tại giải vô địch quốc gia Séc
Tính đến 28 tháng 1 năm 2021.
In đậm tên các cầu thủ trong đội hình hiện tại.
| # | Tên                 | Số trận |
| - | ------------------- | ------- |
| 1 | Michal Špit         | 262     |
| 2 | Luboš Loučka        | 239     |
| 3 | Jozef Weber         | 208     |
| 4 | Tomáš Hübschman     | 196     |
| 5 | Martin Doležal 1990 | 190     |
| 6 | Tomáš Michálek      | 182     |
| 7 | Vlastimil Hrubý     | 168     |
| 8 | Tomáš Čížek         | 163     |
| 9 | David Lafata        | 161     |
| 9 | Pavel Eliáš         | 161     |

| #  | Tên              | Số bàn thắng |
| -- | ---------------- | ------------ |
| 1  | David Lafata     | 88           |
| 2  | Martin Doležal   | 57           |
| 3  | Tomáš Michálek   | 34           |
| 4  | Radim Holub      | 30           |
| 5  | Radovan Hromádko | 27           |
| 6  | Jan Kopic        | 23           |
| 7  | Karel Piták      | 22           |
| 8  | Jaromír Navrátil | 21           |
| 9  | Tomáš Čížek      | 20           |
| 10 | Pavel Pěnička    | 19           |
| 10 | Stanislav Tecl   | 19           |

### Nhiều trận giữ sạch lưới nhất
| # | Tên             | Số trận giữ sạch lưới |
| - | --------------- | --------------------- |
| 1 | Michal Špit     | 84                    |
| 2 | Vlastimil Hrubý | 56                    |
| 3 | Zdeněk Jánoš    | 53                    |

## Các huấn luyện viên
| - Jiří Kotrba (1993) - Josef Pešice (1993–95) - Jiří Kotrba (1995–98) - Jaroslav Dočkal (1998) - Július Bielik (1999) - Zdeněk Klucký (1999–2000) - Jindřich Dejmal (2000) - Jaroslav Hřebík (2000–01) - Vlastimil Palička (2001–03) | - Petr Rada (tháng 10 năm 2003 – tháng 6 năm 2007) - Luboš Kozel (2007) - František Komňacký (tháng 10 năm 2007 – tháng 6 năm 2012) - Václav Kotal (tháng 7 năm 2012 – tháng 5 năm 2013) - Roman Skuhravý (tháng 5 năm 2013 – tháng 5 năm 2014) - Jaroslav Šilhavý (tháng 6 năm 2014 – tháng 12 năm 2015) - Zdenko Frťala (tháng 12 năm 2015 – tháng 10 năm 2016) - Zdeněk Klucký (tháng 10 năm 2016 – tháng 12 năm 2017) - Petr Rada (tháng 12 năm 2017 –) |

## Lịch sử thành tích tại cúp châu Âu
| Mùa     | Giải đấu              | Vòng | Câu lạc bộ          | Sân nhà | Sân khách  | Chung cuộc  |
| ------- | --------------------- | ---- | ------------------- | ------- | ---------- | ----------- |
| 1997–98 | Cúp UEFA              | 1Q   | Qarabağ FK          | 5–0     | 3–0        | 8–0         |
| 1997–98 | Cúp UEFA              | 2Q   | Örebro SK           | 1–1     | 0–0        | 1–1         |
| 1998–99 | UEFA Cup Winners' Cup | 1R   | Apollon Limassol    | 2–1     | 1–2        | 3–3 (3–4 p) |
| 2007–08 | UEFA Cup              | 2Q   | Austria Wien        | 1–1     | 3–4        | 4–5         |
| 2010–11 | UEFA Europa League    | 3Q   | APOEL               | 1–3     | 0–1        | 1–4         |
| 2011–12 | UEFA Europa League    | 2Q   | Flamurtari          | 5–1     | 2–0        | 7–1         |
| 2011–12 | UEFA Europa League    | 3Q   | AZ                  | 1–1     | 0–2        | 1–3         |
| 2013–14 | UEFA Europa League    | 3Q   | Strømsgodset        | 2–1     | 3–1        | 5–2         |
| 2013–14 | UEFA Europa League    | PO   | Real Betis          | 1–2     | 0–6        | 1–8         |
| 2015–16 | UEFA Europa League    | 3Q   | Copenhagen          | 0–1     | 3–2        | 3–3         |
| 2015–16 | UEFA Europa League    | PO   | Ajax                | 0–0     | 0–1        | 0–1         |
| 2018–19 | UEFA Europa League    | GS   | Rennes              | 0–1     | 1–2        | 4th         |
| 2018–19 | UEFA Europa League    | GS   | Dynamo Kyiv         | 2–2     | 1–0        | 4th         |
| 2018–19 | UEFA Europa League    | GS   | Astana              | 1–1     | 1–2        | 4th         |
| 2019–20 | UEFA Europa League    | 2Q   | Pyunik              | 0–0     | 1–2        | 1–2         |
| 2020–21 | UEFA Europa League    | 2Q   | DAC Dunajská Streda | —       | 3–5 (h.p.) | —           |

## Danh hiệu
Cúp bóng đá Séc
- Vô địch: 1997–98, 2012–13
- Á quân (6): 2002–03, 2006–07, 2009–10, 2014–15, 2015–16, 2017–18

Siêu cúp Séc
- Vô địch: 2013

Czech 2. Liga (danh hiệu thứ 2)
- Vô địch: 1993–94

## Kỷ lục của câu lạc bộ

### Kỷ lục tại giải vô địch quốc gia Séc
- Vị trí cao nhất: hạng 2 (2009–10)
- Vị trí thấp nhất: hạng 14 (1999–2000)
- Chiến thắng sân nhà đậm nhất: Jablonec 8–0 České Budějovice (1997–98)
- Chiến thắng sân khách đậm nhất: Příbram 0–6 Jablonec (2018–19)
- Thất bại sân nhà đậm nhất: Jablonec 0–3 Sparta Prague (1998–99, 2000–01, 2017–18), Jablonec 0–3 Liberec (2001–02), Jablonec 0–3 Zlín (2007–08), Jablonec 1–4 Dukla Prague (2013–14), Jablonec 0–3 Mladá Boleslav (2018–19)
- Thất bại sân khách đậm nhất: Sparta Prague 6–0 Jablonec (1996–97)